# Хименес, Леопольдо
Леопольдо Рафаэль Хименес Гонсалес (исп. Leopoldo Rafael Jiménez González; род. 22 мая 1978, Каракас) — венесуэльский футболист, полузащитник. Выступал за сборную Венесуэлы.

## Клубная карьера
Хименес начал карьеру выступая за команды «Депортиво Петаре» и «Унион Атлетико Маракайбо». В 2004 году он покинул Венесуэлу и не продолжительное время играл за колумбийский «Онсе Кальдас» и испанскую «Кордову». В 2005 году Леопольдо подписал трёхлетний контракт с владикавказской «Аланией». Он стал вторым венесуэльцем после Фернандо Мартинеса в чемпионате России. Отыграв год Хименес вернулся на родину в «Депортиво Тачира».
В 2007 году Леопольдо вновь отправился в Европу, где без особого успеха пытался заиграть в кипрском «Арисе». После этого он окончательно вернулся в Венесуэлу. Поиграв пару сезонов за «Эстудиантес де Мерида» и «Депортиво Италия» Хименес подписал соглашение с «Карабобо». 8 августа 2010 года в матче против «Карони» он дебютировал за новый клуб. 15 октября 2011 года в поединке против «Минерос Гуаяна» Леопольдо забил свой первый гол за новую команду. В сезоне 2012/13 со своим клубом выступал во втором дивизионе и был признан лучшим футболистом турнира.
Летом 2014 года Хименес перешёл в «Депортиво Ансоатеги». 11 августа в матче против «Депортиво Ла Гуайра» он дебютировал за новый клуб. По окончании сезона завершил карьеру.

## Международная карьера
Участник молодёжного чемпионата Южной Америки 1997 года, занял со своей командой пятое место.
В 1999 году Хименес в составе сборной Венесуэлы принял участие в Кубке Америки. На этом турнире в матчей против сборной Бразилии состоялся его дебют, также он сыграл в поединках против команд Чили и Мексики.
В 2001 году Леопольдо во второй раз принял участие в Кубке Америки. На турнире он сыграл в матчах против сборных Эквадора и Колумбии.
В 2004 году Хименес в третий принял участие в Кубке Америки. На турнире он сыграл в поединке против команд Боливии, Перу и Колумбии.